# Malaxis hahajimensis
Malaxis hahajimensis är en orkidéart som beskrevs av S.Kobay. Malaxis hahajimensis ingår i släktet knottblomstersläktet, och familjen orkidéer. Inga underarter finns listade i Catalogue of Life.